# Flaga Kenii
Flaga Kenii – oficjalnie przyjęta 12 grudnia 1963 roku.

## Opis
Składa się z trzech kolorowych pasów (od góry: czarny, bordowy, zielony), które oddzielają mniejsze, białe pasy. Na środku flagi przedstawiona jest tarcza masajskich wojowników. Za nią, skrzyżowane białe włócznie. Proporcje flagi to 2:3.

## Flagi wojskowe

Flaga sił obronnych Kenii
Flaga sił zbrojnych Kenii
Flaga sił powietrznych Kenii
Prezydencka bandera marynarki wojennej Kenii

## Historyczne wersje flagi

### Sztandary osób rządzących

Flaga gubernatora z lat 1880–1895
Flaga gubernatora z lat 1905–1963
Flaga gubernatora generalnego z lat 1963–1964
Sztandar prezydencki z lat 1964–1970
Sztandar prezydencki Jomy Kenyatta z lat 1964–1978
Sztandar prezydencki Daniela Moi z lat 1978–2002
Sztandar prezydencki Mwai Kibakiego z lat 2002–2013
Sztandar prezydencki Uhuru Kenyatta z lat 2013–2022

### Bandery morskie

Bandera Protektoratu Witu(inne języki) z lat 1893–1920
Bandera cywilna z lat 1880–1895
Bandera państwowa z lat 1880–1895
Bander królewskiej marynarki wschodniej Afryki z lat 1952–1962

### Flagi państwowe

Flaga niemieckiego Protektoratu Witu z 1890 roku
Flaga brytyjskiego Protektoratu Witu z lat 1893–1920
Flaga Protektoratu Afryki Wschodniej z lat 1895–1921
Flaga Kenii jako kolonii brytyjskiej z lat 1921–1963